# Lerna (Illinois)
Lerna – wieś w Stanach Zjednoczonych, w stanie Illinois, w hrabstwie Coles.